# Chaitophorus nodulosus
Chaitophorus nodulosus är en insektsart som beskrevs av Richards 1966. Chaitophorus nodulosus ingår i släktet Chaitophorus och familjen långrörsbladlöss. Inga underarter finns listade i Catalogue of Life.